# Монреале

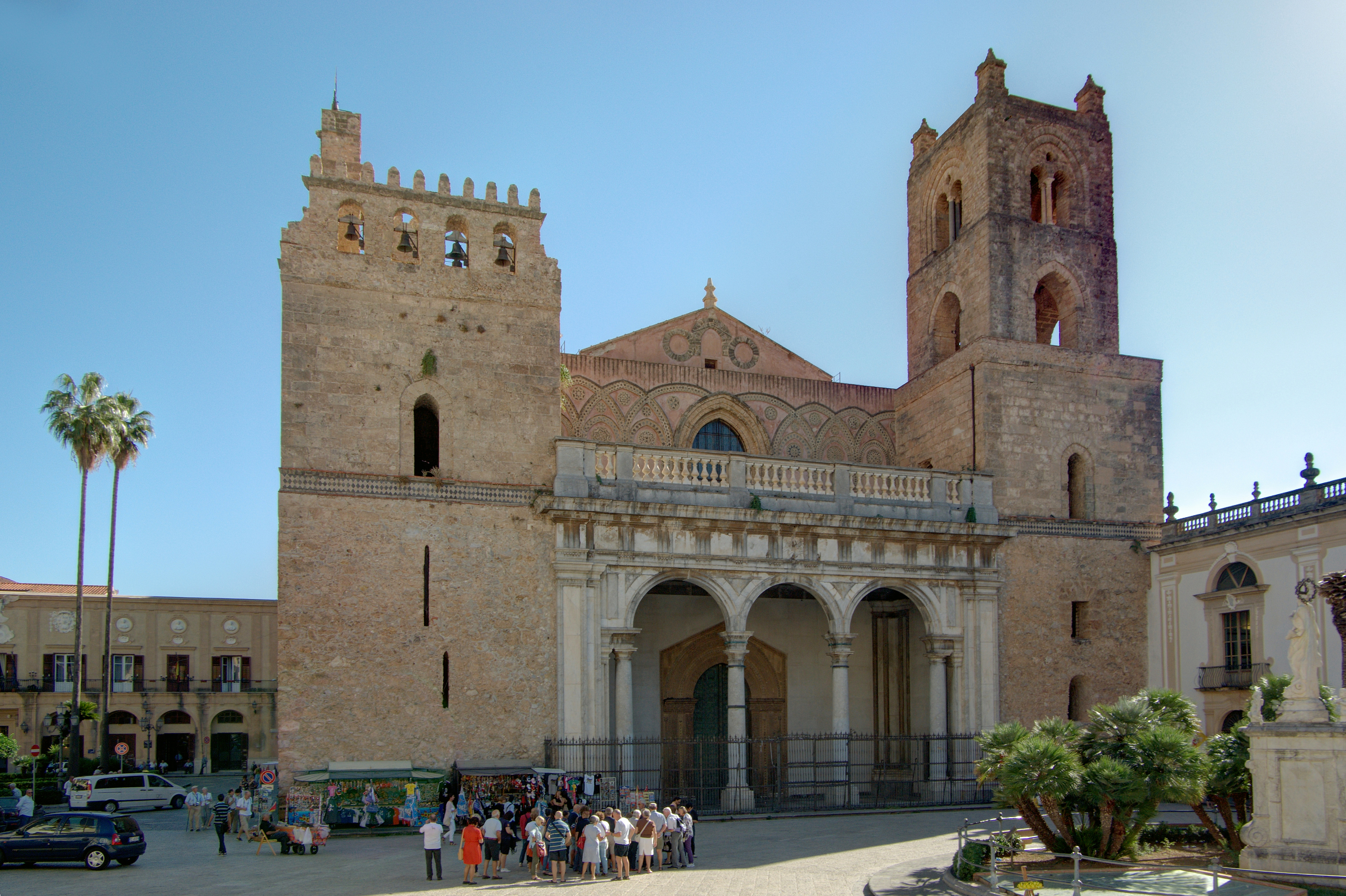
Фасад Монреальского собора

Монреале (Monreale) — южный пригород Палермо, северо-западная Сицилия, Италия. Население — 31 964 жителей (2004).
Монреале удачно расположен в живописной нагорной местности. Это местечко впервые приобрело значение после того, как в нём нашёл пристанище изгнанный в 831 г. арабами из Палермо сицилийский епископ. Король Вильгельм II, питая особую привязанность к Монреале, начал в 1170 г. строительство собора, призванного стать кафедральным храмом новообразованной архиепископии.
Местным покровителем почитается святой Кастренсий, празднование 11 февраля.

## Кафедральный собор
Построенный всего за пятнадцать лет, Монреальский собор представляет собой самую замысловатую смесь стилей, которую можно было сыскать в средневековой Европе: здесь причудливо перемешаны норманнские, византийские, сарацинские и итальянские архитектурные особенности. При строительстве широко использовались колонны, выломанные из античных храмов. Находящиеся в соборе надгробия основателя собора и его отца, Вильгельма I, были повреждены при пожаре 1811 года и отреставрированы.
Всю внутренность собора покрывают мозаичные картины византийской работы, созданные в продолжение десяти лет сицилийцами, наспех прошедшими выучку в Константинополе (оттого им не достаёт, быть может, утончённости, свойственной мозаикам Палермо и Чефалу). Это самый большой по площади комплекс средневековых мозаик во всей Италии, если не в мире. Среди изображённых сюжетов — ключевые сцены Ветхого завета, жизнь и чудеса Христа, деяния Петра и Павла.

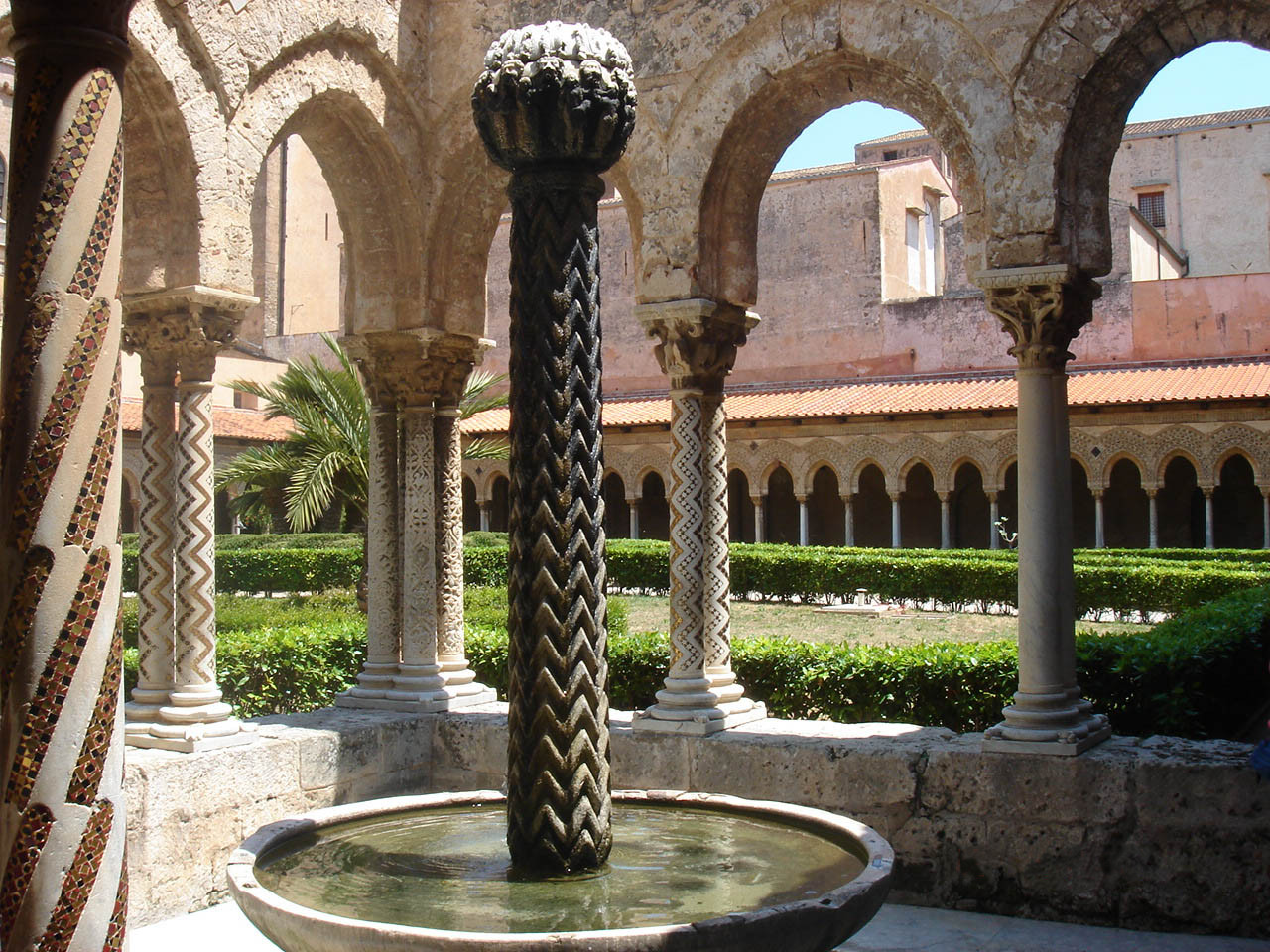
Арабский фонтан в клуатре монастыря Монреале.

Помимо собора, внимание заслуживают современный ему бенедиктинский монастырь (от которого сохранилась великолепная крестовая галерея из 216 мраморных колонн) и находящееся в соседней деревушке аббатство св. Мартина, основанное папой Григорием Великим в VI веке и в последний раз перестраивавшееся в XVIII веке.

## Мнения искусствоведов
В соборе Монреале золотые фоны мозаик блестят однообразно до утомительности. Остальные краски кажутся мутными и тусклыми, они не знают сверкания, для которого надо, чтобы свет и тень были разделены. Мертвенные изображения Христа и святых в апсидах видны отовсюду с невыносимой отчётливостью. Почему-то именно этим худшим образцам византийской мозаики суждено было не раз привлекать внимание русских людей, занятых мыслью о национальном искусстве и не имевших понятия о его подлинных и великих примерах. Эти мозаики понравились императору Николаю Павловичу, и они же объясняют многое в варварски пёстрых и громоздких композициях Васнецова. Собор в Монреале ясно говорит, что в конце XII века мозаика отжила своё время. Её перестали понимать и заставляли нести службу другого искусства.Павел Муратов, «Образы Италии».